# St. Lukas (Hamburg-Fuhlsbüttel)

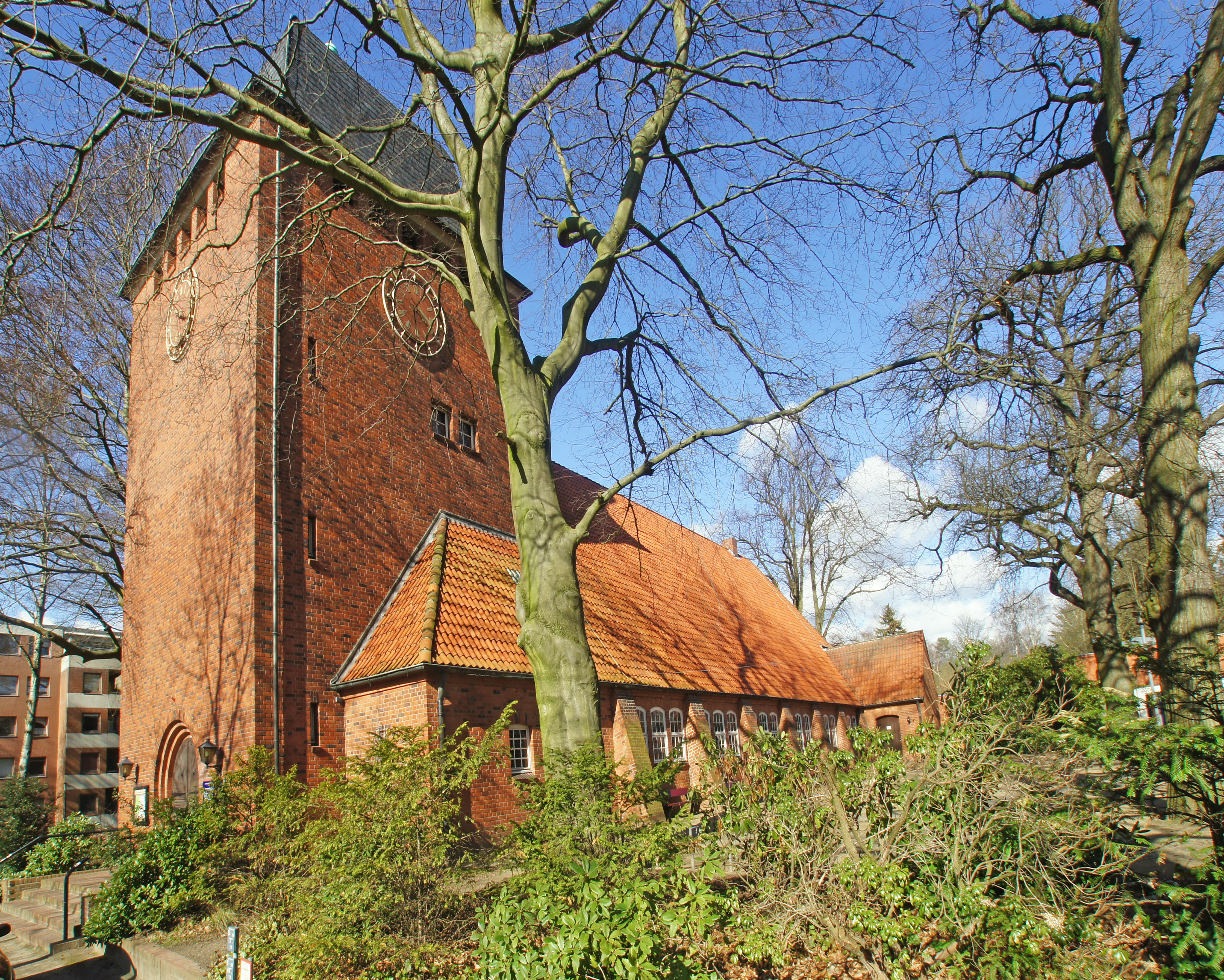
Ansicht von der Straßenseite

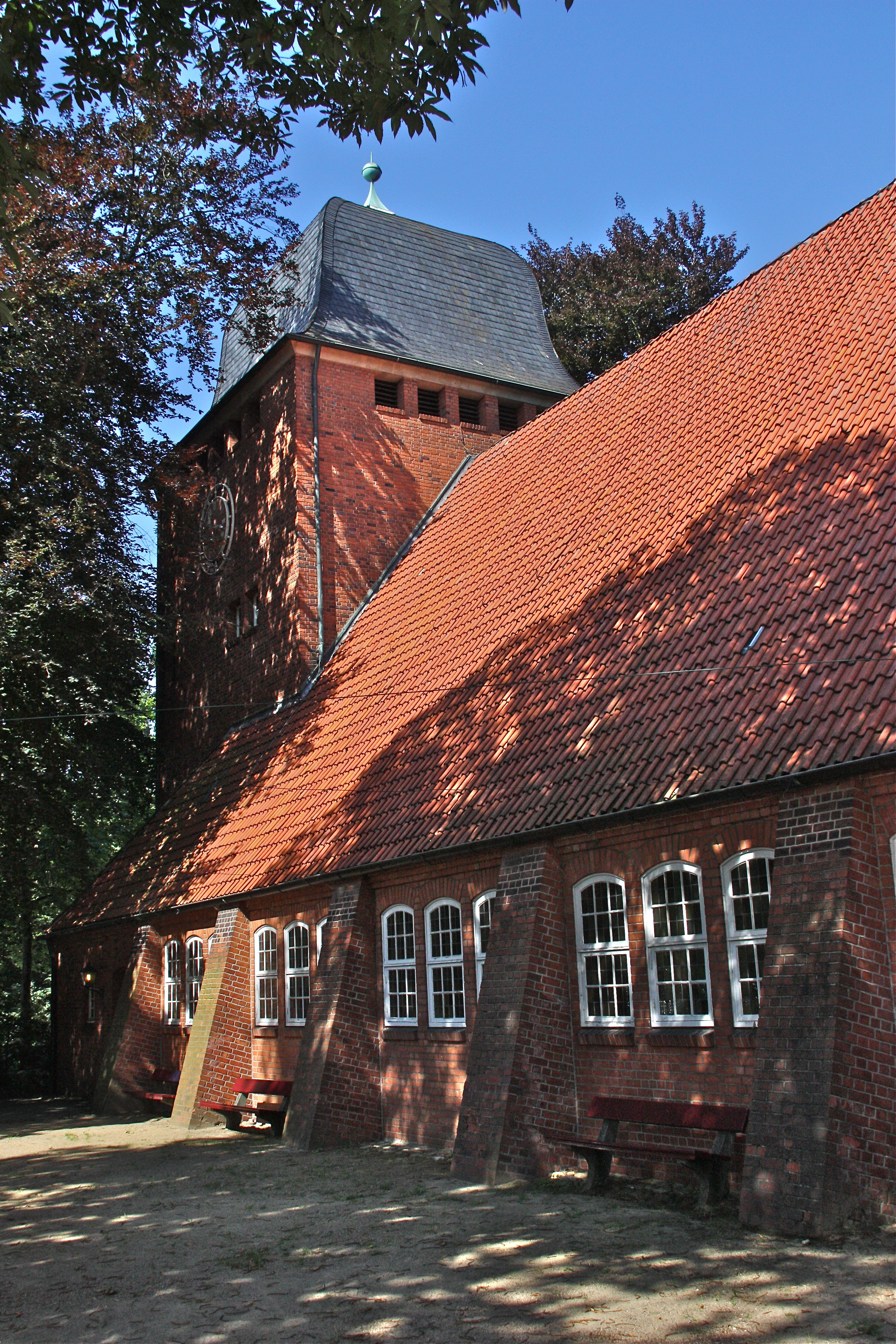
Ansicht von der Hofseite

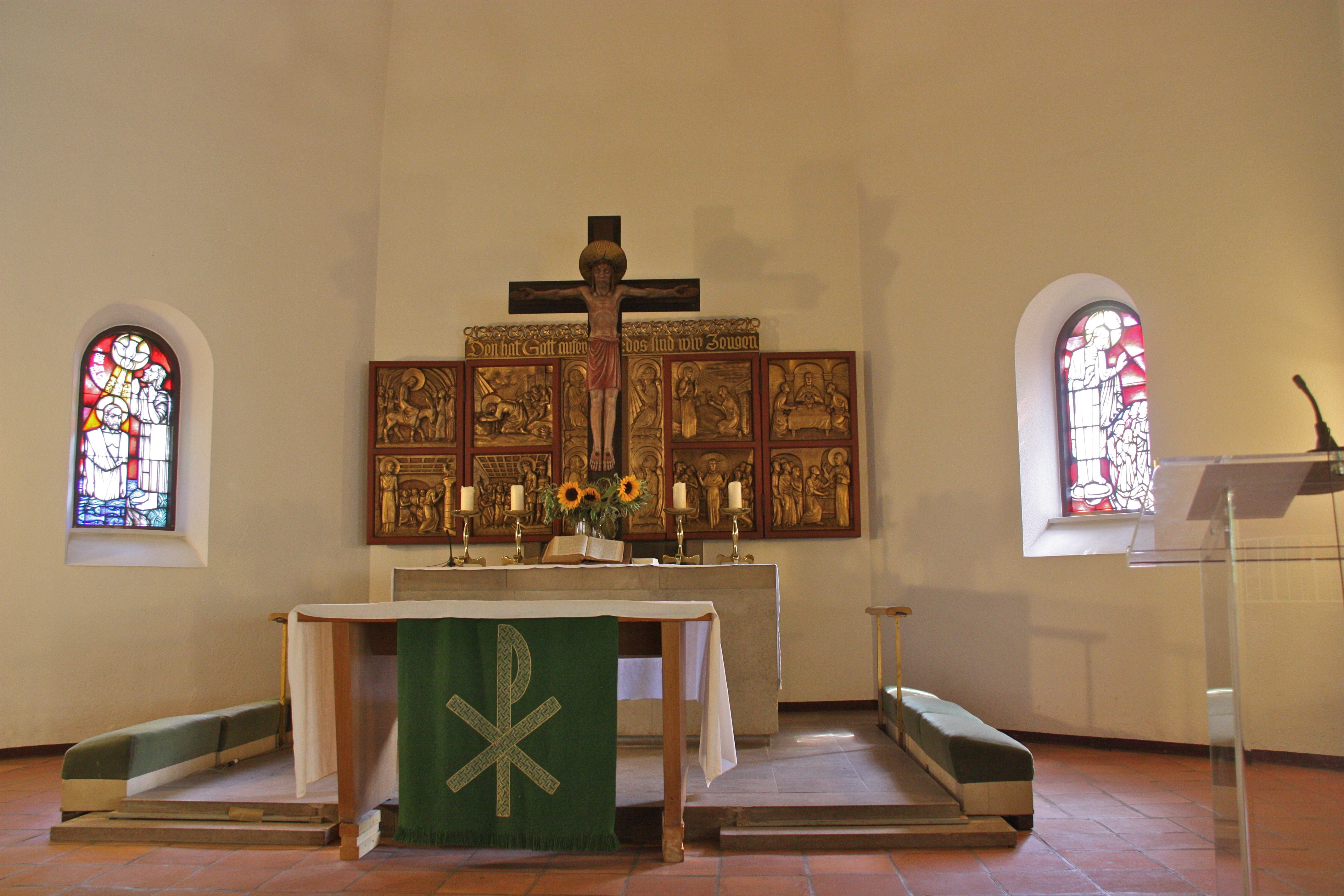
Flügelaltar

Die evangelisch-lutherische Kirche St. Lukas liegt an der Straße Hummelsbütteler Kirchenweg in Hamburg-Fuhlsbüttel. Sie ist der Umbau einer neoromanischen Kirche zu einem ländlich anmutenden Gebäude mit einem auffällig tief heruntergezogenem Dach und einem kompakten Turm mit geschweiftem Helm.

## Bau der Kirche

### Vorgängerbau
Der Grundstein für den ersten Kirchenbau an dieser Stelle wurde 1892 gelegt, am 9. Juli 1893 konnte St. Lukas als Filialkirche von St. Johannis in Eppendorf eingeweiht werden. Der Standort war mittig zwischen den damaligen Dörfern Fuhlsbüttel und Langenhorn gewählt, da die Kirche der Versorgung beider Dörfer gleichermaßen dienen sollte. Die Kirche wurde als Landkirche für die Gemeinde Fuhlsbüttel-Langenhorn bezeichnet.
Das Gebäude wurde von Julius Faulwasser im neoromanischen Stil erbaut und war in seinen Abmessungen für eine Kirche nicht besonders groß. Der schlanke Turm hatte zwar eine Höhe von 39 m, das Kirchenschiff selber war aber bei einer Grundfläche von 110 m2 nur 12 m lang und 9 m breit. Seine räumliche Wirkung erzielte das Kirchenschiff durch eine erhöhte schmale Apsis und die vergleichsweise große Höhe, die auch den Einbau einer Seitenempore möglich machte. Im Innenraum fanden 260 Personen Platz, davon 40 auf der Empore. Dieses Platzangebot reichte mit steigender Bevölkerung bald nicht mehr aus. Der Bilderschmuck wurde von Paul Düyffcke ausgeführt. Die zwei Bilder auf dem Chorraum Jesus und die Kinder und Das heilige Abendmahl wurden von Heinrich Saffer (1856–1936) gemalt. Die achtzehnstimmige Orgel schuf Ernst Röver.
1898 wurde die Kirche parallel zu weiteren Tochterkirchen der Eppendorfer St. Johanniskirche, der Markuskirche und zu diesem Zeitpunkt erst geplanten Matthäuskirche, nach dem Evangelisten Lukas benannt.

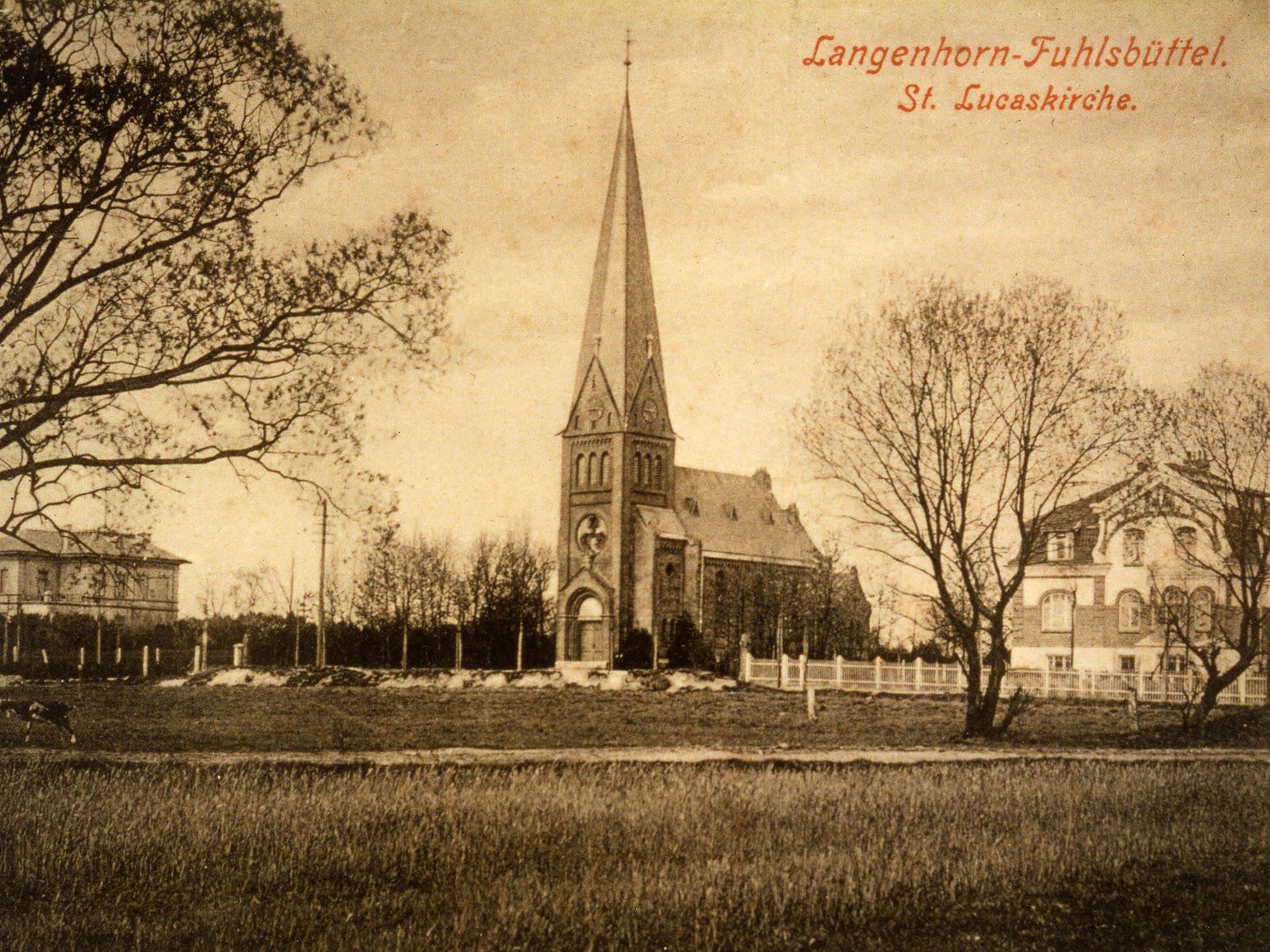
Vorgängerbau, 1912

### Umbau 1937
Im Jahre 1926 begannen die Überlegungen für einen Umbau, ab 1935 fertigte Bernhard Hopp mehrere Entwürfe, die jedoch zuerst keinen Beteiligten überzeugen konnten. Sein von der Kirchengemeinde akzeptierter Entwurf ließ das vorhandene Kirchenschiff unangetastet, verlängerte es deutlich, erweiterte es um einen neuen Altarraum und verbreiterte es, wodurch die Seitenmauern ihre heute noch charakteristische geringe Höhe erhielten. Der Innenraum sollte durch die hölzerne Tonnendecke aufgewertet werden, den vorhandenen Turm wollte man, auch aus finanziellen Erwägungen, nicht verändern. Bereits im Oktober 1937 waren die Mittel für den Umbau bewilligt und die Arbeiten konnten beginnen.
Der Baufortschritt litt sehr schnell unter den Versorgungsproblemen aufgrund der intensiven deutschen Aufrüstung im Vorfeld des Zweiten Weltkriegs. So musste die gesamte äußere Abstützung des großen Daches ohne Eisenträger konstruiert werden, was Hopp mit den markanten Stützpfeilern an der Außenwand und den Rundbögen der Seitenschiffe löste. Beide konstruktiven Besonderheiten verstärken den archaischen Eindruck der Kirche. Ursprünglich vorgesehenes abgelagertes Bauholz musste an das Militär abgegeben werden. Noch heute kann man an Rissen in den Balken erkennen, dass als Ersatz frisches Holz verwendet wurde. Die rechte Mandorla schuf 1938 der Bildhauer (und Maler) Albert Christian Friedrich Woebcke (1896–1980).
Die größte Veränderung der Planung ergab sich aus der Nähe zum Flughafen und der damals gesteigerten militärischen Flugausbildung. Das Reichsluftfahrtministerium nahm den Umbau zum Anlass, kurzfristig eine Kürzung des Turms auf 23 m Höhe anzuordnen. Diese Anordnung veränderte sowohl die Bau- als auch die Finanzplanung. Nach zähen Verhandlungen zwischen allen Beteiligten einigte man sich auf den Neubau eines Turmes und einen Zuschuss staatlicher Stellen in Höhe von 2/3 der Kosten. Hopp konstruierte nun den heutigen wuchtigen Turm, mit dem ihm eine neue architektonische Balance zwischen Turm und Kirchenschiff gelang. Vom alten Turm sind nur noch zwei Granitsäulen in der Vorhalle erhalten.
Am Vierten Advent 1938 konnte die Kirche nach dem Umbau eingeweiht werden. Durch den massiven Turm, das hohe Satteldach und die kleinsprossigen weißen Fenster, die an norddeutsche Bauernhäuser erinnern, präsentiert sich das Gebäude als klar vom zur Zeit des Umbaus bevorzugten Heimatschutzstil beeinflusst.

### Umbau 1961 bis 1963
Die ursprüngliche Sakristei an der Nordseite wurde von 1961 bis 1963 unter der Leitung von Bernhard Hopp zum Gedenken an die gefallenen Söhne von Gemeindemitgliedern zur Gedächtniskapelle umgebaut. Die ursprünglichen Fenster verschwanden, statt einer Außentür gab es einen Zugang vom Kirchenschiff, eine Gedenkwand mit den eingemeißelten Namen entstand. Zur Beleuchtung schuf man eine große bis zum Boden reichende Öffnung in der Außenwand mit einem Buntglasfenster des Künstlers Claus Wallner, dessen Motiv Fallende Blätter dem Zweck der Kapelle angepasst ist. Seit Januar 2002 ergänzt eine zweite Gedenkwand der zivilen Opfer des Nationalsozialismus in Fuhlsbüttel, deren Reliefkacheln von Schülern des Gymnasiums Alstertal hergestellt wurden.

## Ausstattung
Weißes Sichtmauerwerk, roter Ziegelfußboden und die holzverkleidete Tonnendecke verleihen auch dem Innenraum einen rustikalen Charakter. Der Flügelaltar und die beiden niedrigen Fenster in der Altarnische passen sich stimmig ins Gesamtbild ein.
Der Glockenstuhl im Turm bietet Platz für vier Glocken mit den Tönen e' g' a' und c".

## Orgel

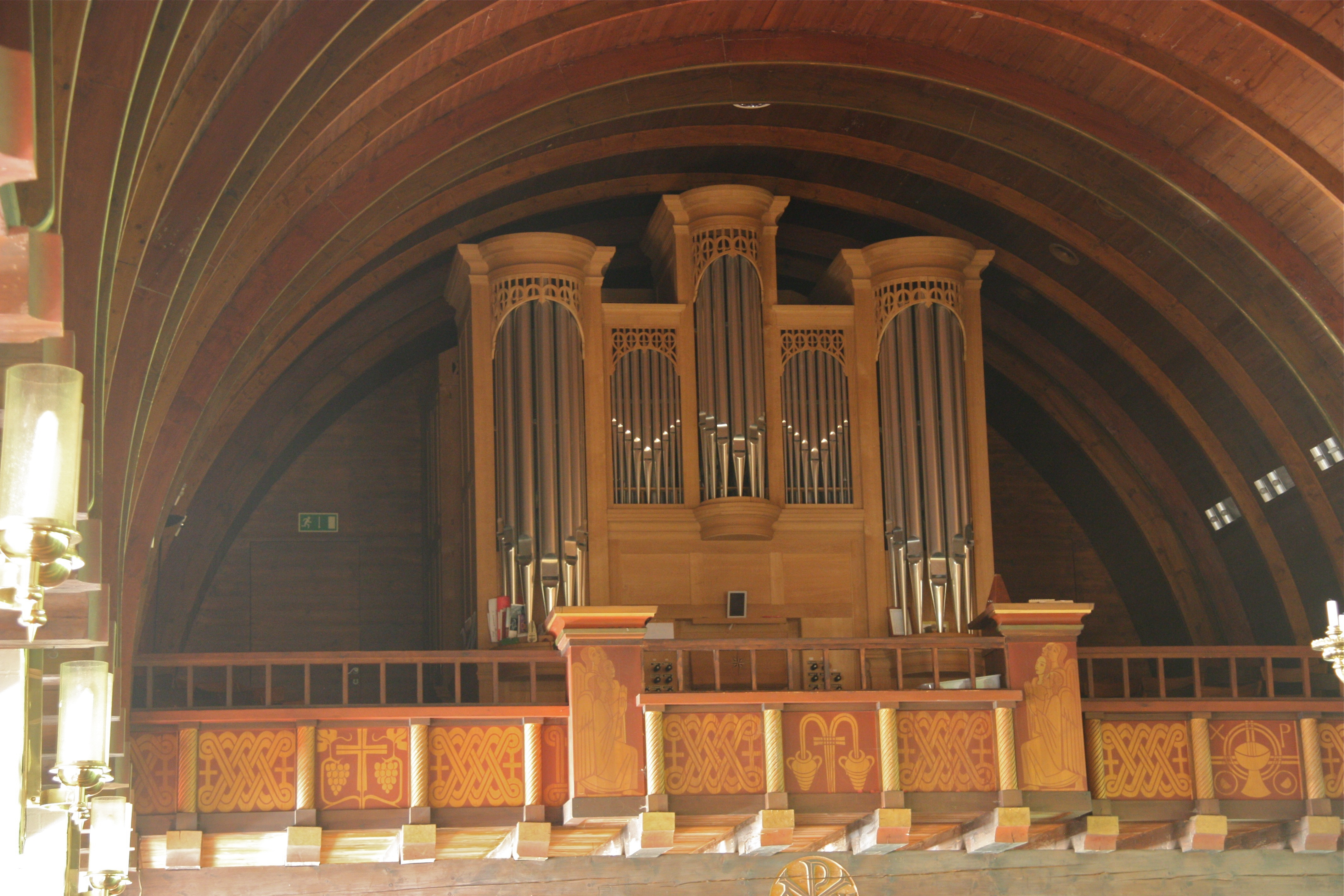
Orgelprospekt

Bei der Einweihung nach dem Umbau von 1937/1938 verfügte die Kirche über eine neue Kemper-Orgel. Dies war die erste vollmechanische Orgel mit drei Manualen in Norddeutschland nach der Orgelbewegung.
Die heutige Orgel stammt aus der Werkstatt von Oskar Metzler & Söhne (op. 590). Sie wurde am 27. Mai 1996 eingeweiht. Ihre Disposition lautet:
| I Hauptwerk C–g3 |                |       |
| 1.               | Bourdon        | 16′   |
| 2.               | Montre         | 8′    |
| 3.               | Flûte a Fuseau | 8′    |
| 4.               | Prestant       | 4′    |
| 5.               | Flûte conique  | 4′    |
| 6.               | Doublette      | 2′    |
| 7.               | Cornet V D     | 8′    |
| 8.               | Fourniture IV  | 1 ⁄3′ |
| 9.               | Trompette      | 8′    |
| 10.              | Voix humaine   | 8′    |

| II Oberwerk C–g3 |                  |        |
| 11.              | Suavial          | 8′     |
| 12.              | Flûte a fuseau   | 8′     |
| 13.              | Prestant         | 4′     |
| 14.              | Flûte a Cheminée | 4′     |
| 15.              | Nasard           | 2 ⁄3′  |
| 16.              | Quarte de Nazard | 2′     |
| 17.              | Tierce           | 1 3⁄5′ |
| 18.              | Larigot          | 1 ⁄3′  |
| 19.              | Cymbale III      | 1′     |
| 20.              | Cromorne         | 8′     |

| Pedal C–f1 |           |     |
| 21.        | Soubasse  | 16′ |
| 22.        | Flûte     | 8′  |
| 23.        | Flûte     | 4′  |
| 24.        | Bombarde  | 16′ |
| 25.        | Trompette | 8′  |
| 26.        | Clairon   | 4′  |

- 3 Normalkoppeln: II/I, I/P, II/P
- Tremulant (für beide Manuale)

## Fotografien und Karte
Koordinaten: 53° 38′ 3″ N, 10° 1′ 8″ O

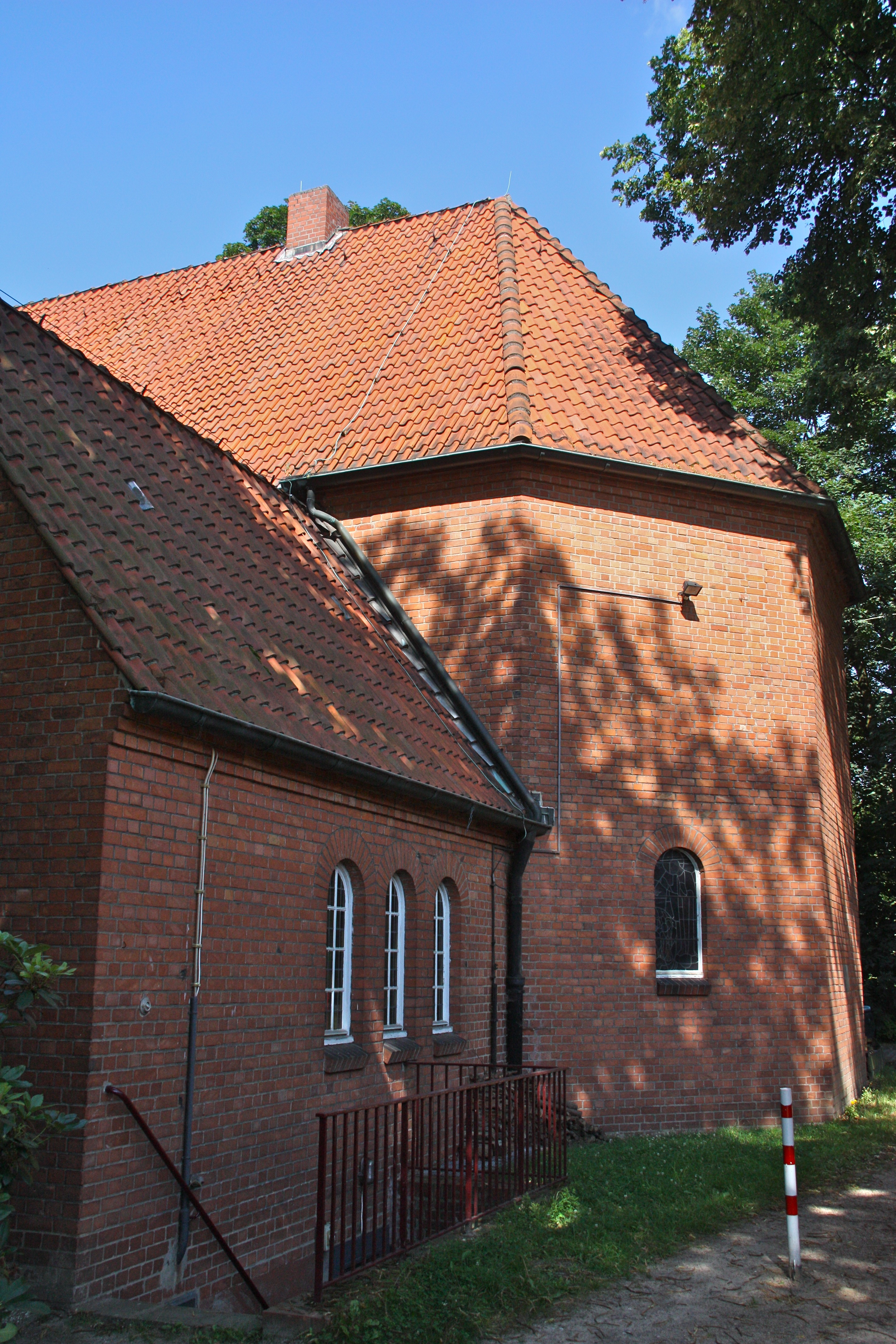
Choransicht
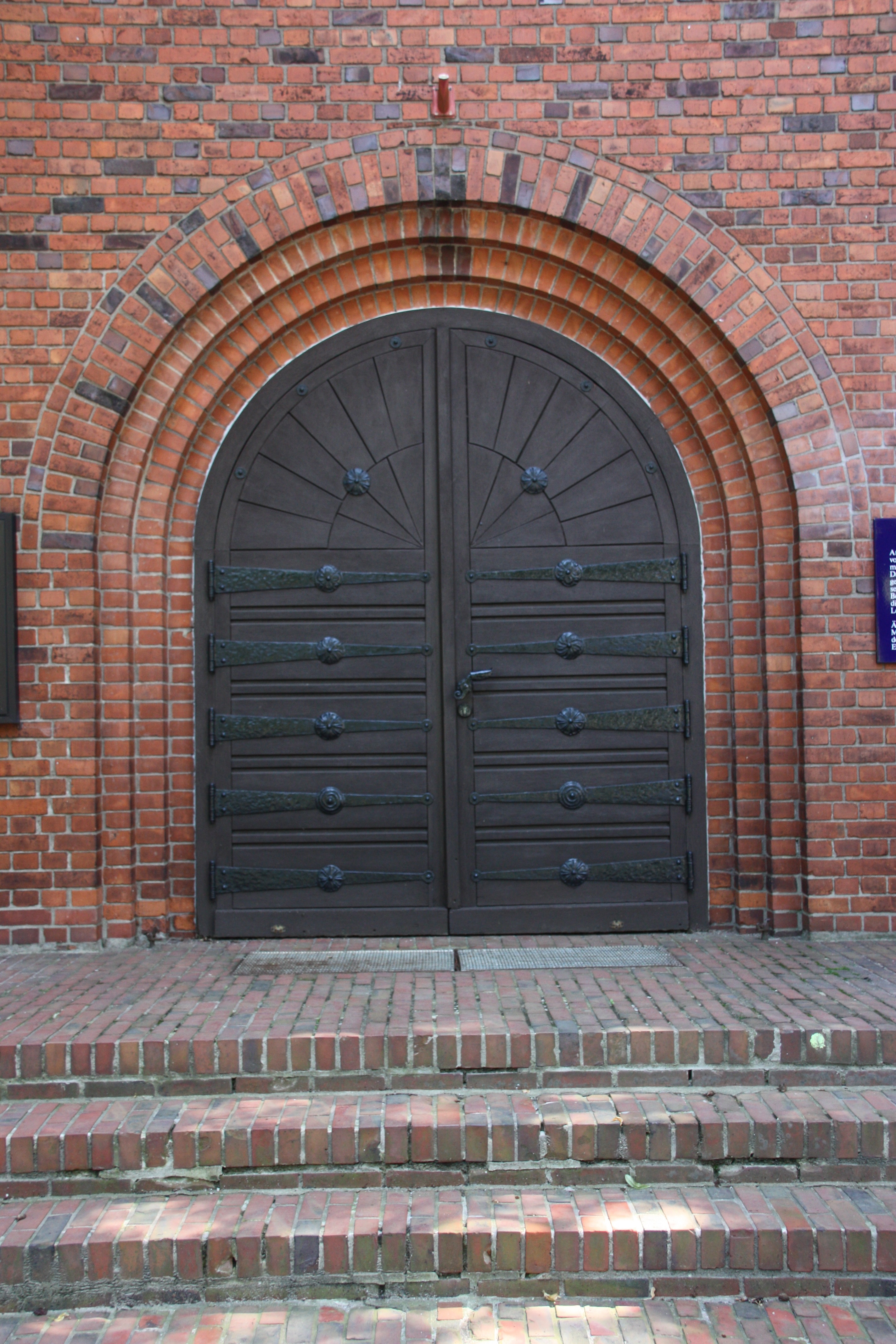
Eingangsportal im Turm
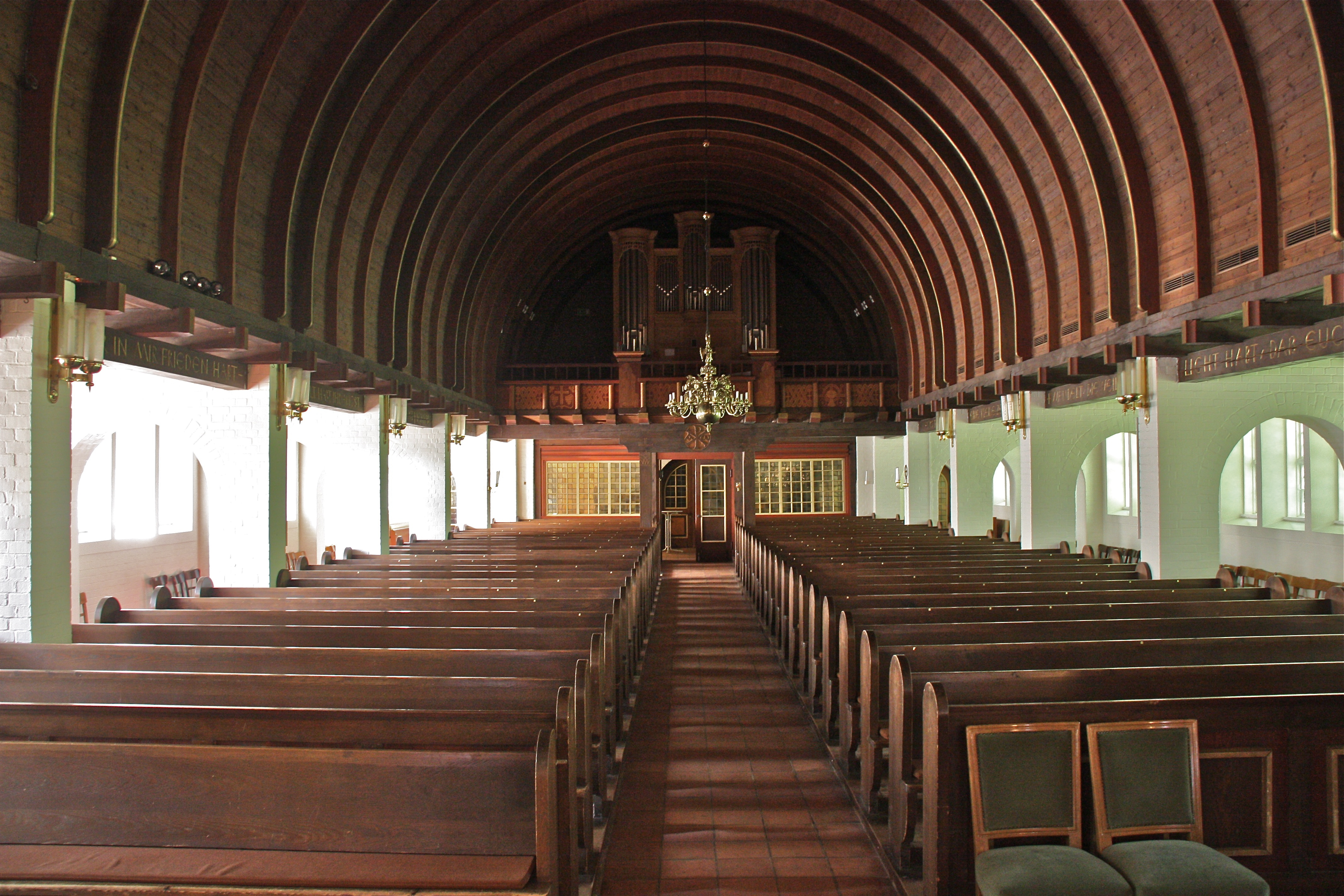
Innenansicht mit beherrschendem Tonnengewölbe
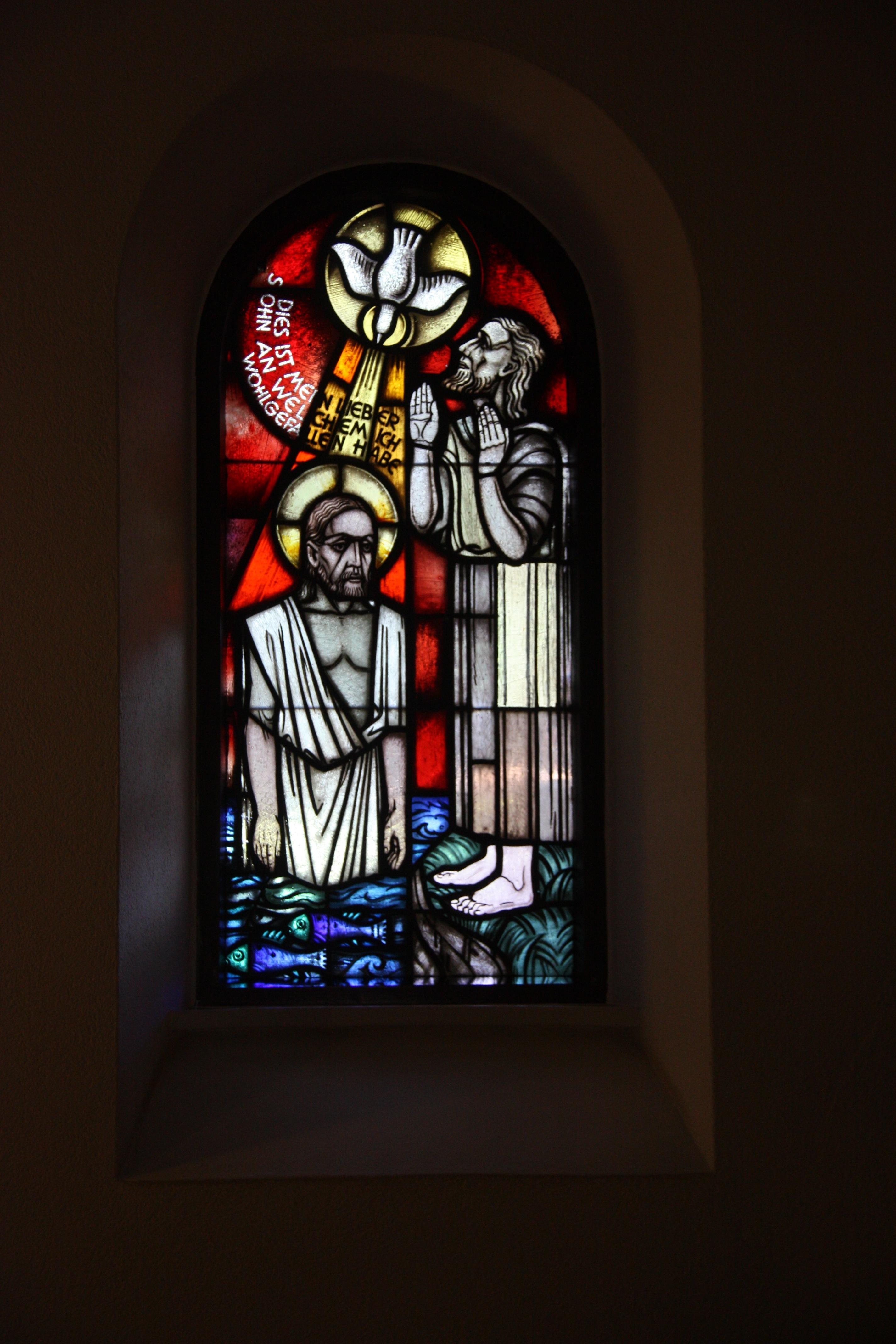
Linkes Altarfenster